# Elecciones provinciales de Jujuy de 1942
Las elecciones generales de la provincia de Jujuy de 1942 tuvieron lugar el domingo 31 de mayo del mencionado año con el objetivo de restaurar las instituciones democráticas constitucionales y autónomas de la provincia tras la intervención federal decretada por el presidente Ramón S. Castillo, del Partido Demócrata Nacional, contra el gobierno de Raúl Bertrés, de la Unión Cívica Radical, en enero del mismo año. Fueron las últimas elecciones que tuvieron lugar en Jujuy bajo el régimen de la Década Infame, durante el cual el oficialismo conservador se mantenía en el poder mediante el fraude electoral. Por tal motivo, se considera que las elecciones no fueron libres y justas.
El radicalismo dividido en dos facciones, la Unión Cívica Radical y la Unión Cívica Radical Antipersonalista, declararon la abstención luego de que la Justicia Electoral desreconociera su personería jurídica en la provincia. El Partido Demócrata Nacional, que ahora existía en la provincia tras suceder al provincial Partido Popular (disuelto tras la derrota electoral de 1940). El Partido Socialista, funcional solo en la ciudad de San Salvador de Jujuy, presentó candidatos a diputados provinciales en dicho distrito, recibiendo el apoyo de parte de las dos facciones radicales, pero en general no hubo competencia contra el conservadurismo. En ese contexto, el candidato oficialista, el ex gobernador Fenelón Quintana, resultó elegido gobernador unánimemente, con René Bustamante como compañero de fórmula.
Los cargos electos asumieron el 20 de junio de 1942. Sin embargo, no pudieron completar sus mandatos ya que fueron depuestos con el golpe de Estado del 4 de junio de 1943.